# 镄
鐨，是一種人工合成的化學元素，其化學符號为Fm，原子序數为100，屬於錒系元素及超鈾元素，具有高度放射性。鐨是以中子撞擊較輕元素所能產生的最重元素，也就是说它是最後一種能夠製取出宏觀可見量的元素。然而到目前為止，人們仍沒有製成純鐨。鐨一共擁有20種同位素，其中257Fm壽命最長，半衰期為100.5天。
鐨是在1952年第一次氫彈爆炸後的輻射落塵中發現的，並以諾貝爾獎得主原子核物理學家恩里科·費米（Enrico Fermi）命名。其化學屬性符合較重錒系元素的典型性质，在水溶液中以+3氧化態為主，但也能夠形成+2態。由於產量極少，鐨元素在科學研究之外沒有任何實際應用。與其他人工合成的元素一樣，鐨極具放射性，毒性亦很强。

## 歷史

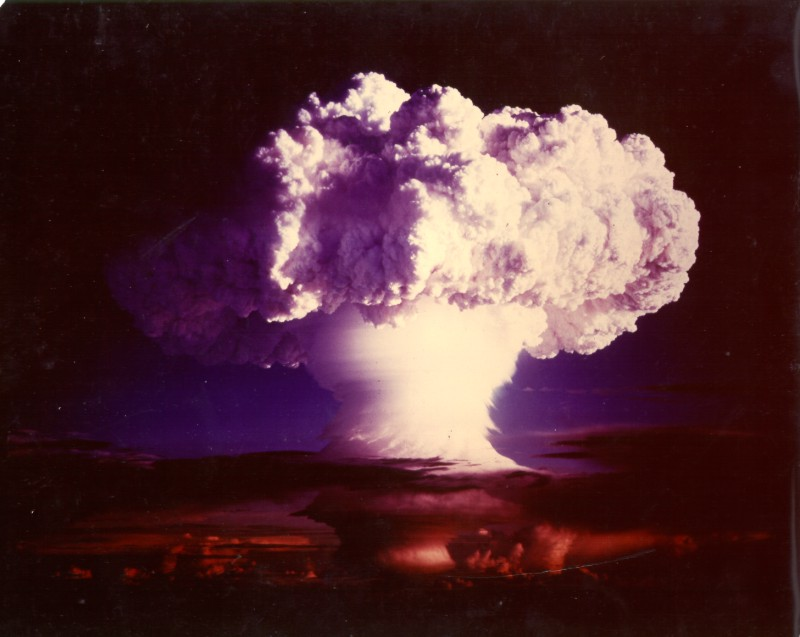
鐨是在「Ivy Mike」核試驗的輻射落塵中首次發現的

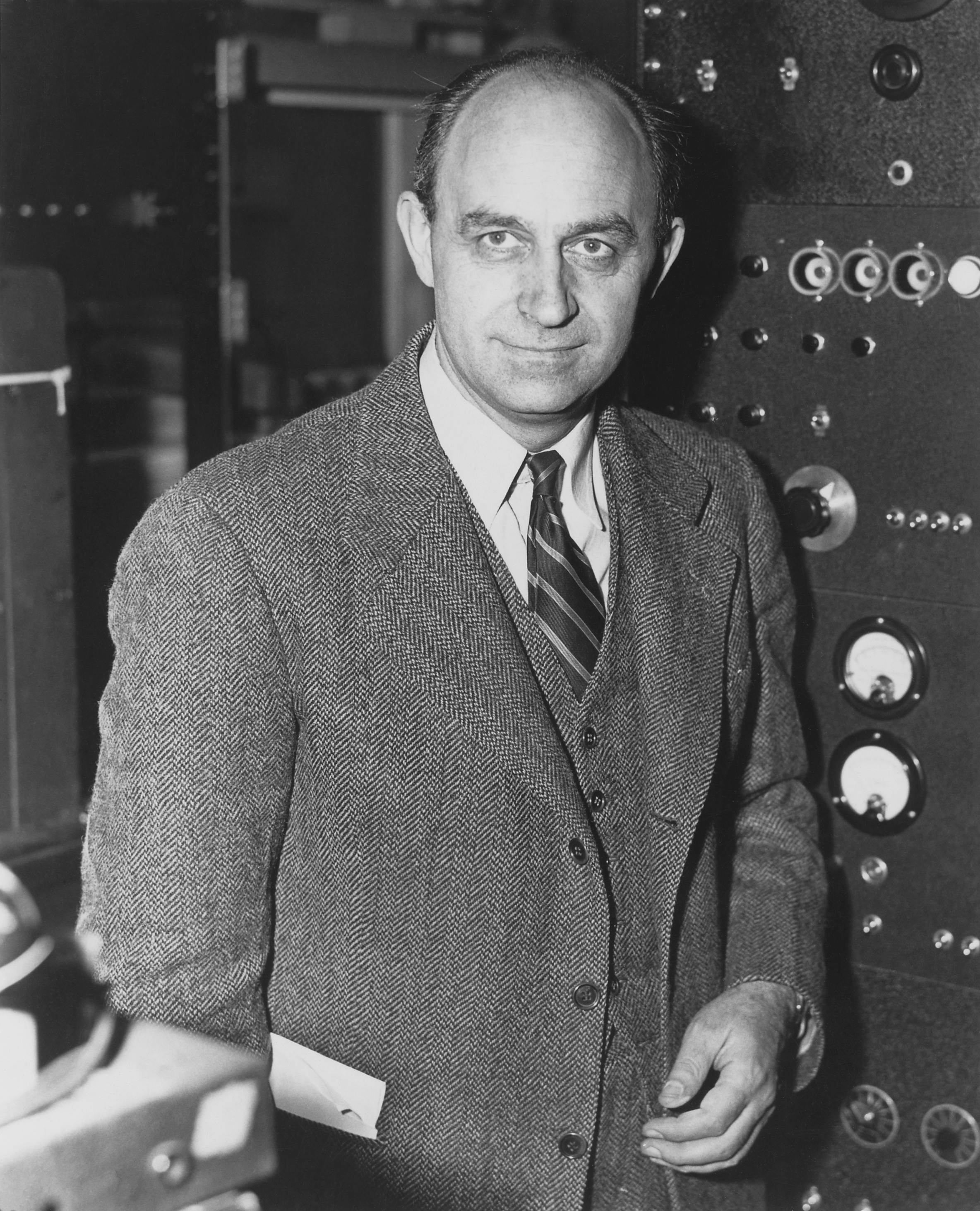
鐨是以恩里科·費米命名的

鐨是在1952年11月1日第一顆成功引爆的氫彈「常春藤麦克」的輻射落塵中首次發現的。在對輻射落塵的初步檢驗后，科学家發現了一種新的鈈同位素（244
94Pu
），其只能通過鈾-238吸收6顆中子，再進行兩次β−衰變才會形成。當時一般認為，重原子核吸收中子是一件較罕見的現象，但244
94Pu
的形成意味著鈾原子核可能會吸收更多的中子，從而產生更重的元素。
第99號元素（鑀）很快便在與爆炸雲接觸過的濾紙上被發現了。（244
94Pu
也是通過飛機搭載濾紙在輻射落塵雲中飛過而發現的。）1952年12月阿伯特·吉奧索等人於伯克利加州大學辨認出鑀元素。他們發現了同位素253Es（半衰期為20.5天）。該同位素是鈾-238原子核在捕獲15顆中子後形成的，其之後再進行7次β衰變：
{\displaystyle \mathrm {^{238}_{\ 92}U\ {\xrightarrow {+\ 15n,7\beta ^{-}}}\ _{\ 99}^{253}Es} }
某些238U原子則能夠捕獲17顆中子。
鐨（Z = 100）的發現卻需要更多的研究採樣，因為其產量預計比鑀要少至少一個數量級。故此在核試驗進行地點埃內韋塔克環礁處受污染的珊瑚礁被送到美國加州勞倫斯伯克利國家實驗室進行處理及分析。核試驗後兩個月，研究人員分離了樣本的一部分，並發現它放射高能量的α粒子（7.1 MeV），半衰期大約為1天。如此短的半衰期意味著其肯定源於某種鑀同位素的β−衰變，也就是樣本本身必為新的100號元素的某種同位素。很快衰變源便被確認為255Fm（t½ = 20.07(7)小時）。
由於當時正值冷戰時期，該新元素的發現消息以及有關中子捕獲的新數據被美國軍方列為機密，一直到1955年才被公佈。不過，位於伯克利的團隊自行通過對鈈-239進行中子撞擊，合成了第99和100號元素，並於1954年發佈了研究結果。報告中附有聲明，注明此前已有過對這些元素進行的研究。有關「Ivy Mike」核彈的研究在1955年解密。
伯克利的團隊曾擔心，在其機密研究結果公佈之前，別的研究團隊會通過離子撞擊法發現較輕的鐨同位素。事實上，瑞典斯德哥爾摩諾貝爾物理研究所的一個團隊也獨自發現了該元素。他們以氧-16離子撞擊238
92U
目標，合成了同位素250Fm（t½ = 30分鐘），並於1954年5月發佈了這項發現。但是，人們一般還是承認伯克利團隊較早發現鐨元素，因此該團隊擁有對該元素的命名權。他們決定將其命名為Fermium，以紀念原子彈之父恩里科·費米（Enrico Fermi）。

## 化學

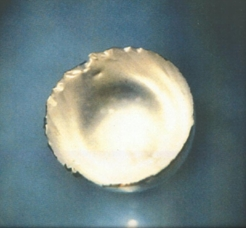
用於測量鐨金屬汽化熱的鐨鐿合金

到目前為止，對鐨的化學研究都是在溶液中通過示蹤法進行的，至今沒有製造過任何固體化合物。在一般狀態下，鐨在溶液中呈Fm3+離子態，水合數為16.9，酸度系數為1.6×10−4（pKa = 3.8）。Fm3+會和擁有硬供電子原子（如氧）的各種有機配位體絡合，而形成的絡合物一般比鐨之前的錒系元素較為穩定。它也會與氯和氮等配位體形成絡離子，同樣也比鑀或鉲所形成的更穩定。人們相信，較重的錒系元素所形成的絡合鍵主要為離子鍵：由於鐨的有效核電荷更高，所以Fm3+離子預計會比其之前的錒系元素所形成的An3+離子小，這使鐨能夠和配位體形成更短、更強的化學鍵。
Fm3+能夠容易地還原為Fm2+，比如鐨會和二氯化釤共沉澱。鐨的電極電勢預計將和鐿(III)與鐿(II)之間的相似，相對標準電極電勢約為−1.15 V，這與理論計算相符。使用極譜法進行測量，得出Fm2+與Fm0之間的電極電勢為−2.37(10) V。

## 同位素

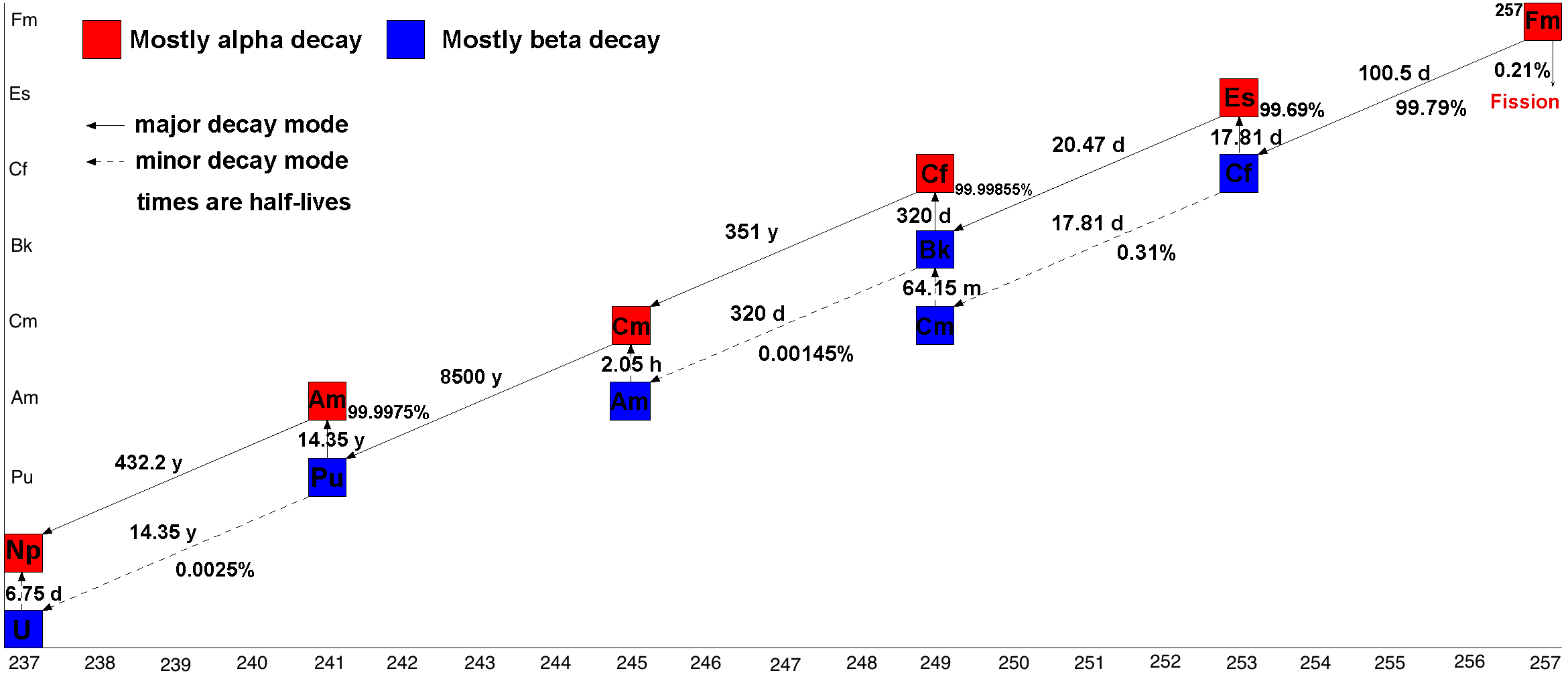
鐨-257的衰變路徑

目前在NUBASE 2020中列有20種鐨的同位素，質量數從241到260不等，全部都具有放射性，其中257Fm壽命最長，半衰期有100.5天。253Fm的半衰期為3天，251Fm的為5.3小時，252Fm的為25.4小時，254Fm的為3.2小時，255Fm的為20.1小時，以及256Fm的為2.6小時。剩餘同位素的半衰期長的有30分鐘，短的不到一毫秒。通過中子捕獲形成的258Fm會進行自發裂變，半衰期只有370微秒；259Fm及260Fm也極不穩定，並也進行自發裂變（半衰期分別為1.5秒及4毫秒）。這意味著，中子捕獲是不能用於製造質量數高於257的核素的，除非在核爆炸中產生。由於没有任何镄的同位素可以β−衰變成鍆，因此鐨是最後一種能夠以中子捕獲過程產生的元素。

## 天然存量
由於鐨的所有同位素半衰期都很短，所以一切原始的鐨核素，也就是在地球形成時可能存在的鐨，至今都已全部衰變了。鐨也可以通過地殼中的錒系元素（鈾和釷）發生多次中子捕獲產生，但這發生的可能性極低。因此地球上幾乎所有的鐨都是在科學實驗室、高能核反應爐或是核武器試驗中產生的，並在合成後只存留不超過幾個月的時間。從95號鋂至100號鐨的超鈾元素曾在位於加彭奧克洛的天然核反應堆中自然產生，但至今已不再形成了。

## 合成

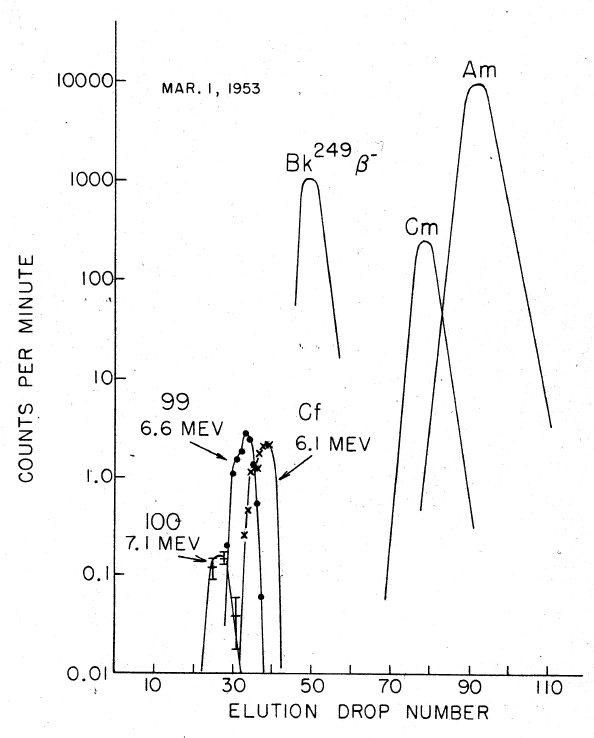
洗提過程：利用色離法分離Fm（100）、Es（99）、Cf、Bk、Cm及Am。

鐨是在核反應堆中通過對錒系元素進行中子撞擊而產生的。鐨-257是能夠以中子捕獲產生的最重同位素，產量最多達到納克數量級（1×10-9 g）。鐨元素的主要产自位於美國田納西州橡樹嶺國家實驗室的85 MW高通率同位素反應爐（HFIR）。該反應爐專用於製造超鋦元素（ Z > 96）。該實驗室通過對鋦進行輻射，一般每次可生產數十克（1×101 g）鉲、數毫克（1×10-3 g）錇和鑀以及數皮克（1×10-12 g）鐨；或特地為某實驗另外製成數納克（1×10-9 g）或數微克（1×10-6 g）鐨。在一次2至20萬噸級熱核爆炸中產生的鐨元素量估計有數微克，但夾雜在大量殘餘碎片中。在1969年7月16日進行的「Hutch」核試驗中，10公斤的殘餘碎片中提取出40皮克的257Fm。
在產生之後，鐨必須和其他錒系元素及裂變產生的鑭系元素分開，一般利用離子交換層析法，並使用稀釋於α-羥基異丁酸氨溶液中的正離子交換劑（如Dowex 50或TEVA等）。正離子越小，它與α-羥基異丁酸負離子所形成的絡合物就越穩定，因此在洗提柱中優先提取這一層。另一種方法則使用分離結晶法。
雖然257Fm是最穩定的鐨同位素，半衰期長達100.5天，但是大部分的研究使用的則是255Fm，其半衰期為20.07(7)小時。這是因為後者是255Es（半衰期為39.8(12)天）的衰變產物，並能夠輕易地被分離出來。

## 在核爆炸中合成
對1千萬噸級核彈「Ivy Mike」的輻射落塵所進行的分析是一項長期項目，其目的為研究在高能核爆中超鈾元素的生產效率。使用核爆的原因如下：把鈾轉變成超鈾元素需要多重中子捕獲，而捕獲概率隨中子通量的提升而增加。核爆炸是最強的中子源，每微秒每平方厘米能夠產生1023個中子（約1029中子/(cm²·s)）。相比之下，高通率同位素反應爐的中子通量也只有5×1015中子/(cm²·s)。埃內韋塔克環礁爆炸處隨即設立起了一座實驗室，以對輻射落塵進行初步分析，因為某些同位素在被送到美國本土之前，便可能已經衰變殆盡了。飛機帶著濾紙在核爆之後飛過環礁的上空，並把採回的樣本立即送往該實驗室。起初，人們希望能夠以此發現比鐨更重的元素，但在1954年至1956年於該環礁進行了一系列百萬噸級核試驗之後，卻仍沒有發現這些元素。:39

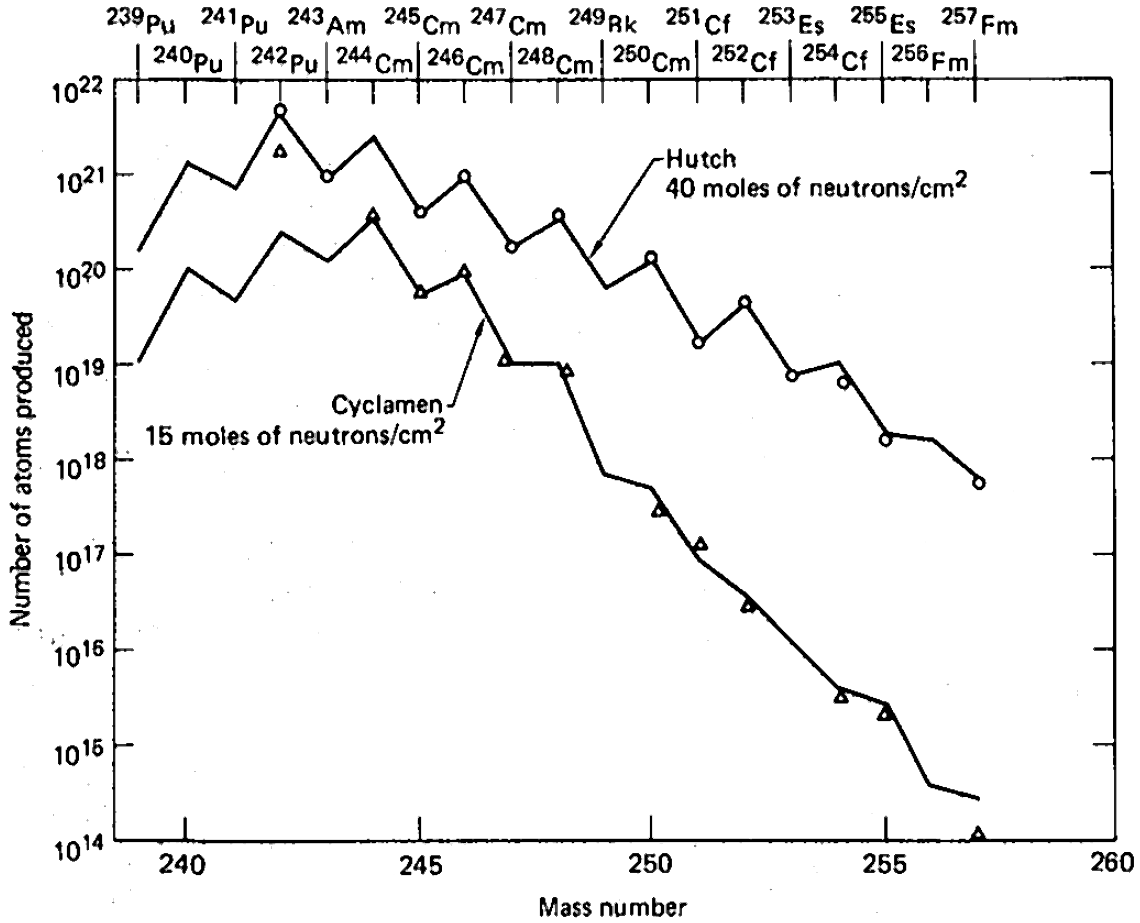
美國進行的「Hutch」和「Cyclamen」核試驗中超鈾元素產量的估值

由於相信在局限空間內的核爆可能會增加產生重元素的可能性，因此內華達試驗基地（現內華達國家安全區）又在1960年代進行了地底核試驗，並採集了數據。除了一般的鈾之外，核彈還裝有鎇和釷與鈾的混合物，以及鈈與鎿的混合物。因為裝載的重元素提高了裂變率，並導致較重同位素的流失，試驗結果產量偏少。又由于原子塵分佈在地下300至600米處熔化及汽化了的岩石中，而到如此的深度鑽地取樣又缺乏效率，對產物的提取分離也非常困難。:39－40
在1962至1969年間進行的9次地底核試驗中，最後一次的規模最大，而其超鈾元素產量也最高。在產量與原子質量數的關係圖（左圖）中，質量較低並擁有奇數質量數的同位素有較低的產量，因而在圖中產生鋸齒形的曲線。這是因為擁有奇數核子的同位素有較高的裂變率。:40研究中最大的問題在於採集爆炸後散落在各處的原子塵。載有濾紙的飛機只吸附到總量的4×10-14，而在埃內韋塔克環礁處所採集到的量也只增加了兩個數量級。在「Hutch」核試驗60天後提取的500公斤岩石當中也只有總量的10−7。這500公斤岩石，相比在爆炸7天後取得的0.4公斤石塊，其含超鈾元素的量只不過高出30倍。這證明超鈾元素的量與收集的岩石重量是不成正比的。:43為了加快樣本採集的速度，人們在核試驗之前就在爆炸原點鑽出了若干個豎井，這樣爆炸就會把足夠的樣本從中心通過豎井帶到地表，方便採樣。該方法在「Anacostia」和「Kennebec」核試驗中得到嘗試，並立即為研究提供了數百公斤的物質，但是其中錒系元素的濃度比通過鑽地取得的樣本的少三倍。這種方法雖然能夠有效幫助研究存留時間短的同位素，但卻無法提高整體錒系元素的產量。:44
儘管這一系列核試驗沒有再產生新的元素（除鑀和鐨外），而所取得的超鈾元素量也不如理想，但其總體產生的稀有重同位素的量卻仍比此前實驗室中能夠合成的要多。在「Hutch」核試驗中取得的6×109顆257Fm原子被用於研究257Fm的熱中子誘發裂變，並以此產生了新的鐨同位素：258Fm。採集到的還有大量稀有的250Cm同位素，這是很難從249Cm產生的：249Cm的半衰期（64分鐘）相對需數個月時間的反應爐輻射來說太短，但對於核爆炸時間段來說就很長了。:47

## 毒性
雖然曾接觸過鐨的人寥寥無幾，但是國際放射防護委員會仍為鐨最穩定的兩種同位素提供了每年輻射劑量的建議。鐨-253的進食劑量限度為107 Bq（1 Bq相当於每秒一次衰變），吸入劑量限度為105 Bq；鐨-257的則分別為105 Bq和4000 Bq。

## 備註與參考資料

### 備註
1. 1 2  同位素260Fm在NUBASE 2020上列出的發現狀態為「未證實」。[24]
2. ↑  所有原子序Z ≥ 100的元素都只能在粒子加速器中使離子互相撞擊，進行核反應而產生，產量極少（例如，每一小時的持續離子輻射能夠產生100萬顆鍆（Z = 101）原子）。

## 延伸閱讀
- Robert J. Silva: Fermium, Mendelevium, Nobelium, and Lawrencium, in: Lester R. Morss, Norman M. Edelstein, Jean Fuger (Hrsg.): The Chemistry of the Actinide and Transactinide Elements, Springer, Dordrecht 2006; ISBN 978-1-4020-3555-5, p. 1621–1651; doi:10.1007/1-4020-3598-5_13.
- Seaborg, G.T. (ed.) (1978) Proceedings of the Symposium Commemorating the 25th Anniversary of Elements 99 and 100 （页面存档备份，存于）, 23 January 1978, Report LBL-7701
- Gmelins Handbuch der anorganischen Chemie, System Nr. 71, Transurane: Teil A 1 II, p. 19–20; Teil A 2, p. 47; Teil B 1, p. 84.

## 外部連結
- 元素镄在洛斯阿拉莫斯国家实验室的介紹（英文）
- —— 镄（英文）
- 元素镄在The Periodic Table of Videos（諾丁漢大學）的介紹（英文）
- 元素镄在Peter van der Krogt elements site的介紹（英文）
- WebElements.com – 镄（英文）